# Chenailler-Mascheix
 Chenailler-Mascheix  là một xã thuộc tỉnh Corrèze trong vùng Nouvelle-Aquitaine miền trung Pháp.